# Глубокий прикус

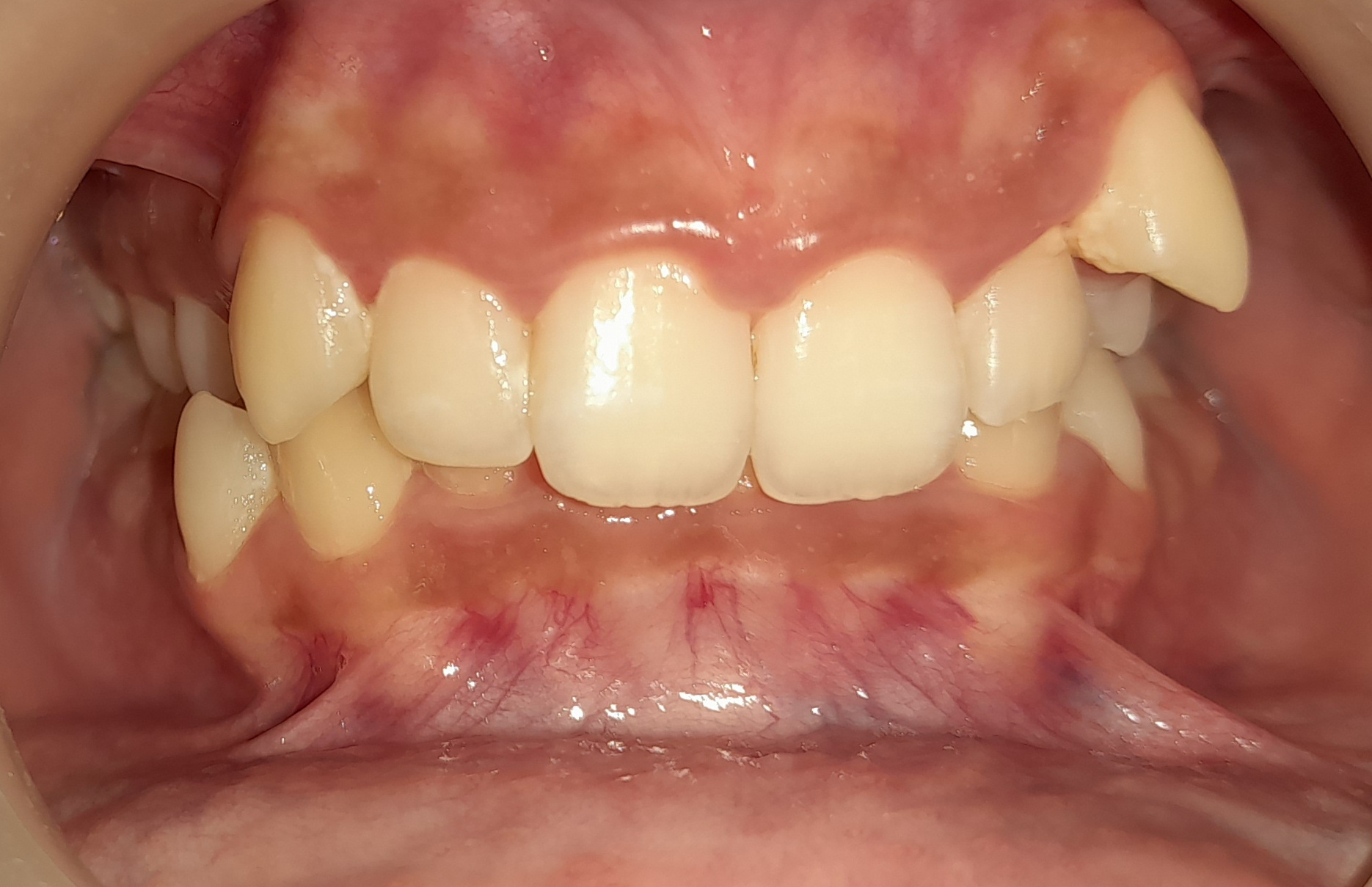
Пример чрезмерно глубокого прикуса: верхние передние зубы полностью перекрывают нижние

Глубокий прикус (overbite) — аномалия соотношения зубных дуг, вид патологического прикуса, при котором нарушено смыкание зубов в вертикальной плоскости. При таком прикусе верхние передние зубы перекрывают нижние передние зубы больше, чем на половину. Чрезмерно глубокий прикус относится к классу II по классификации Энгла.
Степень перекрытия верхними нижних зубов верхними называется английским термином overbite и часто измеряется в процентах. В норме overbite составляет от 30% до 50%. При отродонтическом лечении overbite чаще измеряют в абсолютных значениях в миллиметрах, используется расстояние от края верхнего резца до края нижнего резца.

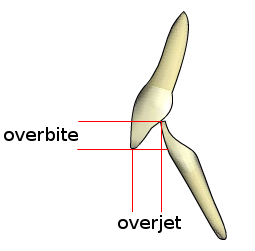
Overbite — степень (или величина) вертикального перекрытия верхнечелюстных центральных резцов над нижнечелюстными центральными резцами. Измеряется от края верхнего резца до края нижнего резца.

Для лечения применяются брекеты или элайнеры.